# Aleksiej Kulabko

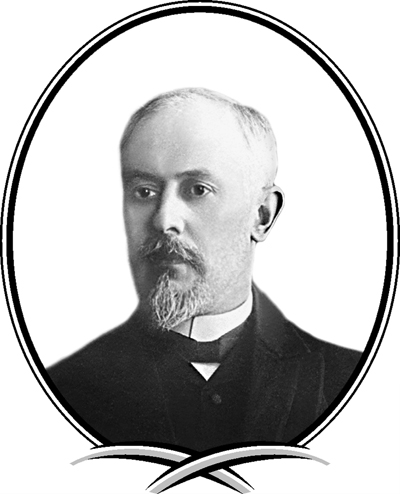
Aleksiej Kulabko

Aleksiej Aleksandrowicz Kulabko (ros. Алексей Александрович Кулябко, ur. 15 marca?/27 marca 1866 w Omsku, zm. 6 sierpnia 1930 w Moskwie) – rosyjski fizjolog, profesor fizjologii Uniwersytetu w Tomsku, autor ponad 50 prac naukowych.
W 1888 roku ukończył studia przyrodnicze na Uniwersytecie w Sankt Petersburgu. Był uczniem Sieczenowa i Owsiannikowa, jeszcze jako student pracował w laboratorium fizjologicznym Wwiedienskiego. W 1890 został prosektorem zakładu fizjologii Uniwersytetu w Tomsku. W 1893 roku otrzymał tytuł lekarza, w 1897 roku doktora medycyny. Od 1903 do 1924 profesor fizjologii na Uniwersytecie w Tomsku.
Zajmował się badaniem funkcji izolowanych narządów zwierząt i człowieka.

## Wybrane prace
- О гистологическом строении Бартолиниевых желёз, 1888
- Къ бiологiи рѣчной миноги. Извѣстія Императорской Академіи Наукъ, 7:1 (1897), 27–28
- Einige Beobachtungen über die Leber des Flussneunauges (Petromyzon fluviatilis). Centralblatt für Physiologie 12, s. 380, 1898
- Über das “Ureïn” des Dr. Moor und seine physiologischen Wirkungen. Извѣстія Императорской Академіи Наукъ 13 (5), ss. 489–508, 1900
- Опыты надъ изолированнымъ птичьимъ сердцемъ. Извѣстія Императорской Академіи Наукъ 15 (5), ss. 471–472, 1901
- Ueber einen besonderen Fall des secundären Tetanus[1]. 1901
- Eine Bemerkung über den von Błażek veröffentlichten Artikel: „Ein automatischer Muskelunterbrecher”[2]. 1901
- Studien über die Wiederbelebung des Herzen[3]. 1902
- Weitere Studien über die Wiederbelebung des Herzens. Wiederbelebung des menschlichen Herzens[4]. 1903
- Diamare, Kuliabko. Zur Frage nach der physiologischen Bedeutung der Langerhansschen Inseln im Pankreas. Centralblatt für Physiologie 18, ss. 432-435, 1904
- Ueber die Erscheinung der Tonusschwankungen am isolierten Kaninchenherzen bei Veratrinvergiftung[5]. 1905